# Sariaya
Sariaya é um município de  primeira classe de renda municipal (d) na província Quezon, nas Filipinas. De acordo com o censo de 1 de maio  de  2020 possui uma população de 161 868 pessoas e 39 329 domicílios.